# Lepidunca
Lepidunca là một chi bướm đêm thuộc phân họ Olethreutinae, họ Tortricidae Tortricidae.

## Các loài
- Lepidunca empidomorpha Diakonoff, 1984